# Строев, Виктор Викторович
Ви́ктор Ви́кторович Стро́ев (16 января 1987, Воронеж) — российский футболист, защитник.

## Карьера

### Клубная
Воспитанник воронежской СДЮШОР «Кристалл». С 2001 года поступил в московскую футбольную школу «Академика». В 2004 году подписал контракт с «Зенитом», за дубль которого играл 3 года.

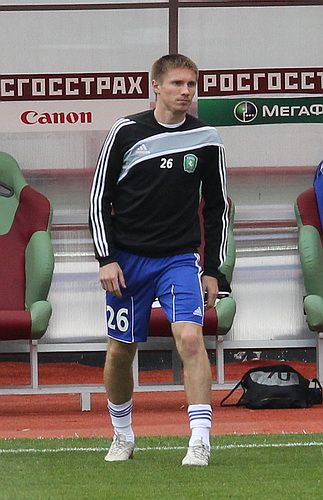
Строев в 2010 году

Зимой 2007 года отправился на просмотр в «Томь» и 6 марта подписал трёхлетний контракт с томским клубом. Дебют футболиста за «Томь» в официальных играх состоялся 14 марта в матче 1/8 финала Кубка России против московского «Динамо». «Томь» победила 1:0, однако по сумме двух матчей в следующую стадию прошло «Динамо». Первый матч в Премьер-лиге провёл 16 июня, выйдя на замену Сергею Скоблякову в гостевом матче с ЦСКА (0:0). Всего в 2007 году Виктор сыграл 13 матчей (10 в Премьер-лиге и 3 в Кубке России).
На протяжении всего 2008 года футболиста преследовали травмы. В результате Строев провёл лишь 5 матчей в Премьер-лиге.
На старте следующего сезона Строев редко проходил в состав, однако в середине сезона сумел закрепиться в основе и стал регулярно выходить на поле с первых минут матчей. 27 сентября 2009 года в матче 23 тура с московским «Спартаком» Строев получил серьёзную травму, которую ему нанёс нападающий москвичей Павел Яковлев. Медобследование диагностировало Строеву перелом большеберцовой кости голени. При этом судья встречи Алексей Ковалёв посчитал этот эпизод игровым и не остановил игру. Позднее экспертно-судейская комиссия признала, что Ковалёв должен был удалить Яковлева. Главный тренер «Томи» Валерий Непомнящий так прокомментировал эту травму:
Травма Строева нас подкосила. Сразу было видно, что это перелом. Очень нервная получилась ситуация. Многие даже оказались в состоянии шока. Мы обсуждали этот момент с руководством: надо ли призывать к рассмотрению этого эпизода, вынесению санкций. Мальчишка, конечно, сыграл грубо.

Если вы меня спросите, был ли умысел, — мое мнение: был. Но я видел испуг в глазах Яковлева. Он не ожидал, что все окажется настолько серьезно. После матча пришел к нам, извинился.
9 декабря 2009 года Строев подписал с «Томью» новый двухлетний контракт.
Первый матч после травмы Строев провёл 26 марта 2010 года. Это была игра молодёжного первенства с «Крыльями Советов». За основной состав «Томи» первый раз после травмы сыграл 10 апреля в выездном матче с «Динамо», выйдя на замену на 89 минуте игры. В 2010 году провёл 8 матчей в чемпионате России, в основном выходя на замену за несколько минут до конца встреч.
В первой части чемпионата России 2011/12 принял участие в 16 играх и сумел забить первый гол за «Томь»: 5 ноября в матче с «Ростовом» Строеву удалось прервать 12-матчевую серию клуба без забитых мячей.
Летом 2013 года перешел в воронежский «Факел». Дебютировал в составе воронежского клуба 9 августа 2013 года в матче с футбольным клубом «Орел». Первый гол за «Факел» забил 19 сентября 2013 года в ворота Калуги. Всего в сезоне 2013/14 Виктор провел за «Факел» 22 матча и забил 1 гол. В сезоне 2014/15 провел 21 матч, голами не отметился.

### В сборной
Вызывался в юношескую сборную России.
Единственный матч за молодёжную сборную России провёл 24 мая 2008 года против Боснии и Герцеговины. Это был товарищеский матч, россияне победили со счётом 3:0.

## Статистика

### Клубная
| Клуб             | Сезон            | Лига | Лига | Кубки | Кубки | Еврокубки | Еврокубки | Прочее | Прочее | Итого | Итого |
| Клуб             | Сезон            | Игры | Голы | Игры  | Голы  | Игры      | Голы      | Игры   | Голы   | Игры  | Голы  |
| ---------------- | ---------------- | ---- | ---- | ----- | ----- | --------- | --------- | ------ | ------ | ----- | ----- |
| Томь             | 2007             | 9    | 0    | 4     | 0     | 0         | 0         | 0      | 0      | 13    | 0     |
| Томь             | 2008             | 5    | 0    | 2     | 0     | 0         | 0         | 0      | 0      | 7     | 0     |
| Томь             | 2009             | 10   | 0    | 0     | 0     | 0         | 0         | 0      | 0      | 10    | 0     |
| Томь             | 2010             | 8    | 0    | 1     | 0     | 0         | 0         | 0      | 0      | 9     | 0     |
| Томь             | 2011/12          | 24   | 1    | 1     | 0     | 0         | 0         | 0      | 0      | 25    | 1     |
| Томь             | 2012/13          | 8    | 0    | 0     | 0     | 0         | 0         | 0      | 0      | 8     | 0     |
| Томь             | Итого            | 64   | 1    | 8     | 0     | 0         | 0         | 0      | 0      | 72    | 1     |
| Факел            | 2013/14          | 22   | 1    | 0     | 0     | 0         | 0         | 0      | 0      | 22    | 1     |
| Факел            | 2014/15          | 21   | 0    | 3     | 0     | 0         | 0         | 0      | 0      | 24    | 0     |
| Факел            | Итого            | 43   | 1    | 3     | 0     | 0         | 0         | 0      | 0      | 46    | 1     |
| Всего за карьеру | Всего за карьеру | 107  | 2    | 11    | 0     | 0         | 0         | 0      | 0      | 118   | 2     |

## Достижения

### Командные
«Томь»
- Первенство ФНЛ
  - Вице-чемпион (1): 2012/13

 Факел
- Победитель зоны «Центр» Второго дивизиона: 2014/15